# ريتشارد بيتي
ريتشارد لي بيتي (بالإنجليزية: Richard Petty) (ولد في 2 يوليو، 1937) سائق ناسكار السابق الذي تسابق في ستريكتلي ستوك/الحقبة الوطنية الكبرى مجموعة كأس ناسكار وينستون. "الملك"، هو اللقب الذي عُرف به، اشتهر بفوزه ببطولة سباق ناسكار سبعة مرات ([دايل إيرن هارت وهو السائق الوحيد الذي يحقق هذا الإنجاز)، حقق رقمًا قياسًا بالفوز في 200 سباق على مدار مشواره الرياضي، وفاز بسباق دايتونا 500 سبع مرات محققًا رقمًا قياسيًا، وحقق رقمًا قياسيًا بفوزه بسبع وعشرين سباقًا (فاز بعشرة منها على التوالي في موسم 1967 وحده. قلصت إحدى قواعد اللعبة التي تم تطبيقها في 1972 السباقات من حيث الطول، مما قلص من جدول السباقات إلى 30 [الآن 36] سباق. من حيث الإحصاءات، فهو أعظم سائق شهدته هذه الرياضة كما أنه أحد الشخصيات الأكثر احترامًا في مجال رياضة سباق السيارات بشكل عام. حصل أيضًا على رقم قياسي في الأقطاب (127) وأكثر من 700 أفضل عشرة نهايات ضمن 1185 بداية سباق وشملت 513 بداية متتالية من 1971-1989. بيتي هو أحد أعضاء الطبقة المنفتحة لقاعة مشاهير ناسكار. كما تم إدراجه في القاعة في 2010.
ويُعد بيتي من سائقي الجيل الثاني. والده هو، لي بيتي، الذي فاز بسباق دايتونا 500 الأول في 1959 كما أنه أيضًا بطل سباق ناسكار لثلاث مرات. ابن ريتشار، كايل بيتي، هو أيضًا أحد سائقي سباق ناسكار المعروفين. حفيد ريتشارد، آدم بيتي، قضى في حادثة على مضمار نيو هامبشاير الدولي في 12 مايو، 2000، بعد خمسة أسابيع من وفاة لي. في تلك الأثناء، كان يعمل أوستين شقيق آدم في عمليات تتم يوما بعد يوم منتجع فيكتوري جانكشن غانغ، منتجع هول إن ذا وول الذي أسسته عائلة بيتي بعد وفاته. كما تزوج بيتي من زوجته ليندا في عام 1958 وأنجبو أربعة أولاد وهم – كايل بيتي، شارون بيتي فارلو، ليزا بيتي لوك وريبيكا بيتي بوفيت – ولدى بيتي 12 حفيدًا. ولا تزال عائلته تسكن في موطنها الأصلي في مدينة ليفيل كروس، بولاية كارولاينا الشمالية وهي التي تدير سباقات ريتشارد بيتي للسيارات. ويقع متحف ريتشارد بيتي بالقرب من راندلمان، بولاية كارولاينا الشمالية. كان بيتي، طوال حياته المهنية، وخاصةً أثناء سباقه الرئيسي، معروفًا بوقوفه لمدة ساعات طويلة – متكئًا على السياج يكتب التوقيعات لمعجبيه.

## وصلات خارجية
- ريتشارد بيتي على موقع Racing-Reference.info (الإنجليزية)
- ريتشارد بيتي على موقع DriverDB.com (الإنجليزية)
- ريتشارد بيتي على موقع قاعة كارولاينا الشمالية للمشاهير الرياضية (الإنجليزية)

- الموقع الرسمي
- Victory Junction Gang Camp
- Official Visitor Information
- Richard Petty Gives a Tour of Petty Enterprises
- Richard Pettys Garage 2010
- Richard Petty's career stats at racing-reference.info
- Richard Petty Driving Experience
- The Richard Petty Museum